# Ochrana warszawska i jej tajemnice
Ochrana warszawska i jej tajemnice – polski film niemy z 1916 roku.

## O filmie
Tematem filmu jest działalność Priozierowa – naczelnika carskiej policji politycznej (ochrany) na terenie Warszawy. Film Warszawska ochrana i jej tajemnice był jednym z wielu propagandowych filmów patriotycznych i antyrosyjskich, które wyświetlano na terenie Królestwa Polskiego po zajęciu jego terytorium przez wojska Niemiec i Austro-Węgier. Film składa się z sześciu części zatytułowanych: Niepożądany gość, W walce o niepodległość, Prokurator, W szponach żandarmerii, U oberpolicmajstra Mejera, Manewr naczelnika Ochrany i zasłużona kara.

## Obsada
- Henryk Małkowski – oberpolicmajster
- Kazimierz Junosza-Stępowski – naczelnik ochrany-Prozierow
- Józef Węgrzyn – student, działacz polityczny
- Halina Bruczówna – Halina Zapolska
- Aleksander Zelwerowicz – ojciec Zapolskiej
- Feliks Zbyszewski – student-prowokator
- Emilia Różańska – matka Zapolskiej[1]